# Spumbach (Adnet)
Der Spumbach ist ein linker Zufluss des Almbachs im Wiestal in Adnet im Land Salzburg.

## Verlauf
Der Spumbach entspringt unterhalb des Schlenkens, am Spumberg und fließt teilweise entlang der alten Krisplerstraße. Er bildet die Grenze zwischen Spumberg und Wimberg. Bevor er durch den Adneter Ortsteil Waidach und das Adneter Moos fließt, umrundet er südlich den Guggenberg . Der Spumbach ist das Hauptgewässer für die Speisung der ökologisch wertvollen Magerwiesen des Moosgebietes der Gemeinde Adnet.